# Jayawijaya Dirgantara
Jayawijaya Dirgantara è una compagnia aerea cargo con sede a Giacarta, Indonesia. Opera voli cargo nazionali e regionali nel territorio della provincia di Papua. I suoi hub sono l'aeroporto Internazionale di Sentani e l'aeroporto di Wamena.

## Storia
Fondata nel 2012, ha iniziato le operazioni nel 2013 e ha sede a Giacarta. Inizialmente la compagnia aerea aveva solo un Boeing 737-200 con registrazione PK-JRB. Jayawijaya Dirgantara serve il trasporto di merci da Jayapura a Wamena, Papua, Indonesia.
Il 18 agosto 2018, Garuda Indonesia ha firmato un accordo d'intesa con questa compagnia aerea relativo alla distribuzione di merci da Jayapura a Wamena.

## Destinazioni
Jayawijaya Dirgantara gestisce servizi cargo con un focus sulle destinazioni dell'Indonesia orientale, fornendo collegamenti di trasporto nell'Indonesia orientale. Le destinazioni includono:
- Jayapura, aeroporto Internazionale di Sentani
- Wamena, aeroporto di Wamena

## Flotta

### Flotta attuale
A dicembre 2022 la flotta di Jayawijaya Dirgantara è così composta:

### Flotta storica
Jayawijaya Dirgantara operava in precedenza con i seguenti aeromobili:
- 2 Boeing 737-200
- 1 Fokker F27

## Incidenti
- Il 25 maggio 2018, il Boeing 737-200 di marche PK-JRM uscì di pista durante l'atterraggio all'aeroporto di Wamena dopo aver perso parti del motore destro, incluso l'inversore di spinta. Nessuno dei quattro a bordo rimase ferito. L'aereo venne in seguito demolito.[6][7]